# Гельфанд Лев Борисович
Гельфанд Лев Борисович (англ. Helfand Lev Borisovich, також відомий як Леон Мур, англ. Leon Moore; 9 (22) грудня 1900, Архемівка — 1957, Нью-Йорк) — радянський дипломат єврейського походження. У 1918—1922 роках займав різні посади в Червоній армії, член РКП(б) з 1919 року.
З 1925 року розпочинає кар'єру дипломата: до 1930 року служить у посольстві СРСР у Франції, де ймовірно був причетний до викрадення Олександра Кутепова. У 1930—1933 роках працює в англо-романському відділі Народного комісаріату закордонних справ. У 1933 році Гельфанда відряджають на службу до Італії, де він став «найкраще проінформованим іноземним дипломатом» завдяки численним зв'язкам з італійською владою та представниками демократичних сил.
Повірений у справах СРСР в Італії (1938—1940). У 1940 році, отримавши вказівку повернутись до Москви, емігрував до США й почав співпрацювати зі західними спецслужбами. У 1949 році став громадянином США, відкрив успішний бізнес. У 1950-х роках був радником керівника ЦРУ Аллена Даллеса.

## Біографія
Народився 9 (22) грудня 1900 року в селі Архемівка (у деяких джерелах помилково вказано «Артемівка») Пирятинського повіту Полтавської губернії (нині Україна) у сім'ї управителя маєтку Бориса Гельфанда та Рози Мармер (в дівоцтві). За словами одного британського дипломата, а також Володимира Бурцева, Лев Гельфанд був племінником теоретика Жовтневого перевороту Олександра Павруса-Гельфанда.

### Ранні роки
З 1910 по 1918 навчався у гімназії в Переяславі, після Жовтневої революції став на бік більшовиків. У листопаді 1918 року добровольцем вступив до Червоної армії, де до 1919 року служив у 44-й стрілецькій дивізії (1-го формування). У 1919 році вступив до РКП(б). З 1919 по 1920 рік був ад'ютантом бронепоїзда «Червона зірка», потім — заступником воєнкома автобронезагону та помічником начальника, а вже влітку 1920 року — призначений начальником політвідділу Московської автобронетанкової бригади.
У 1921 році за рекомендацією Григорія Котовського став помічником начальника з політчастини та комісаром бронесил армії. На початку 1922 року — уповноважений політуправління у поїзді Льва Троцького. Одночасно заочно навчається на юридичному факультеті МДУ (1921—1922) і редагує журнал «Броньова справа». В особистому резюме також вказано, що вчився в неназваному університеті в Києві.
З кінця 1922 року — заступник начальника політсекретаріату Наркомату шляхів сполучення, яким тоді керував Фелікс Дзержинський. За словами Гельфанда, знайомство з Дзержинським, а також факт того, що його дружина навчалась разом з дружиною Миколи Єжова, позбавили його від переслідувань НКВС. У 1923 році призначений заступником голови тресту «Транспечать». У лютому 1924 року виключений із ВКП(б) «за вчинки, негідні члена партії», однак незабаром спромагається поновитись у членстві, недовго пропрацювавши працівником друкарні в Москві та на партійній і профспілковій роботі на заводі «Мельстрой».

### Кар'єра дипломата та розвідника
У вересні 1925 року влаштовується на роботу в Народний комісаріат закордонних справ. Вже 19 березня 1926 року його відряджають у посольство СРСР у Франції на посаду стажера. Наприкінці року стає секретарем генконсульства в Парижі, а незабаром — другим секретарем посольства, відповідальним за організацію спілок і друкованих органів російської еміграції. Підозрювався британською розвідкою у поширенні комуністичної пропаганди в Сирії та Марокко, а також у зв'язках з Комуністичною партією Франції.
26 січня 1930 року агенти ОДПУ викрали у Парижі російського учасника білого руху Олександра Кутепова. Участь Лева Гельфанда у цій операції та загалом питання роботи на радянські спецслужби залишається предметом розбіжностей. Деякі російські джерела стверджують, що він був агентом ОДПУ, посилаючись, зокрема, на щоденник Максима Литвинова. Гельфанд вважав щоденник підробкою. У статті газети L'Écho de Paris від 1930 року Володимир Бурцев стверджував, що Гельфанд був радянським спецслужбовцем, відповідальним за викрадення Кутепова. Розсекречені матеріали MI5 зазначають, що на всіх інтерв'ю зі західними спецслужбами дипломат заперечував причетність до ОДПУ, однак «вважається малоймовірним, що це правда». Водночас інша примітка, зроблена у 1952 році, вказує, що заперечення Гельфанда «частково підтверджується фактом того, що він не був ліквідований». Розсекречені матеріали ЦРУ зазначають, що він ніколи не був радянським спецслужбовцем, а резидентом ОДПУ у Франції в ті роки був Володимир Янович (справжнє ім'я — Захар Волович). Водночас із британських матеріалів відомо, що американці зберігали сумніви щодо Гельфанда аж до 1949 року.
28 січня 1930 року, одразу після викрадення Кутепова, Гельфанда відкликають назад в Радянський Союз. Бурцев стверджував, що деякий час у 1930 році дипломат перебував у посольстві СРСР в Берліні під псевдонімом «Хоффман», де обговорював діяльність спецслужб з двома швейцарськими та одним угорським агентом, однак британська розвідка це твердження заперечила. У 1930 році недовго працює референтом, а згодом до 1933 — помічником (за іншими даними, заступником) начальника англо-романського відділу НКЗС. Був особистим протеже наркома з іноземних справ Максима Литвинова. У 1933 році супроводжував прем'єр-міністра Франції Едуара Ерріо під час його візиту до СРСР та, ймовірно, займався приховуванням фактів Голодомору від іноземної делегації.

У 1933 році Гельфанда відряджають до Італії на посаду першого секретаря радянського посольства. У 1935 році його призначають радником новопризначеного посла Бориса Штейна. Однак через часту відсутність посла, грав лідируючу роль в посольстві, що привернуло до нього увагу італійських спецслужб. Також офіційно представляв СРСР у Лізі націй в Женеві. Згідно зі статтею у нацистському виданні «Фелькішер Беобахтер», Гельфанд розглядався на роль посла СРСР в Іспанії.
Лев Гельфанд, у листі Молотову від 28 серпня 1939 року, за 2 дні до початку Другої світової війни
Генфальд був противником радянсько-німецького зближення та з 1937 року почав розробляти плани втечі. Невдовзі також почав ділитися одночасно з італійською владою та демократичними силами «інформацією, думками та попередженнями» та став «найкраще проінформованим іноземним дипломатом у Римі». Наприклад, Гельфанд натякав британському дипломату Невілу Батлеру, що «Сталін прагнув досягти угоди з Гітлером з 1933 року», згодом розкриваючи деталі пакту Молотова — Ріббентропа. В 1938—1940 роках виконував обов'язки повіреного у справах СРСР в Італії. Був близьким другом Міністра закордонних справ Італії Галеаццо Чано та керівника апарату МЗС Філліппо Анфузо; Гельфанд та Чано навіть мали поруч будинки для відпочинку на резорті Лідо ді Кастел Фузано, а у своєму щоденнику Чано називав Гельфанда «професійною Кассандрою». Завдяки близьким зв'язкам з італійською владою, Гельфанд знав унікальні деталі, зокрема, про підписання Сталевого пакту та Гданську кризу. Водночас він товаришував з представниками демократичних країн у Римі: був другом американського журналіста Сесіля Брауна та посла США в Італії Вільяма Філліпса. Посол Великої Британії в Римі Джеймс Ерік Драммонд характеризував Гельфанда як «напрочуд добре проінформованого».
| Жовта картка |  | Червона картка |
| Розсекречений лист Л.Б. Гельфанда В.М. Молотову про реакцію суспільства Італії на укладення пакту Молотова-Ріббентропа |  |                |

Посол Румунії в Італії Рауль Боссі в доповіді керівництву дав йому наступну характеристику:
|  | Гельфанд — молода людина, єврей з України, людина гнучкого і блискучого розуму, який користується в Римі прихильністю, будучи особисто в дружньому контакті зі всіма главами місій і головними співробітниками Міністерства закордонних справ. Сам граф Чано признався мені, що визнає його особисту чарівність і підтримує з ним довгі роки справді дружні стосунки. Єдина вина, яка за ним є, це використання часто висновків, які заміняють відсутню у нього інформацію, за що він отримав прізвисько «месьє Табуї» |

У березні 1939 року Литвинова зняли з посади Наркома закордонних справ, що залишило Гельфанда без «охоронця» в Москві. Також у нього не склались відносини з новим послом Миколою Горелкіним. Через особисті зв'язки він намагався налагодити італійсько-радянські відносини після початку Другої світової війни, однак отримав з Москви вказівку про неприйнятність подібних дій та вимогу припинити контакти з Чано напряму від нового наркома закордонних справ В'ячеслава Молотова.
|  | Отримав Вашу останню телеграму про бесіду з Чано. Здобуті Вами відомості, звичайно, дуже цінні для нас. Однак мушу Вам сказати, що не варто було б занадто близько зв'язуватися з Чано. Ми розцінюємо Чано як негативний фактор у відносинах між СРСР та Італією. Якби не Чано і його оточення, відносини СРСР з Італією були б кращими. Події останніх місяців показали, що Чано є непримиренним ворогом Радянського Союзу. Повідомляю це для Вашого відома Оригінальний текст (рос.) Получил Вашу последнюю телеграмму о беседе с Чиано. Добываемые Вами сведения, конечно, очень ценны для нас. Однако должен Вам сказать, что не следовало бы слишком близко связываться с Чиаио. Мы расцениваем Чиано как отрицательный фактор в отношениях между СССР и Италией. Если бы не Чиано и его окружение, в отношения СССР с Италией были бы лучшими. События последних месяцев показали, что Чиано является непримиримым врагом Советского Союза Сообщаю это для Вашего сведения |

Будучи євреєм за національністю, здобув «антинімецьку» репутацію в Римі та принаймні з квітня 1940 року німецький уряд рекомендував Молотову зняти Гельфанда з посади.

### У США
У липні 1940 року Гельфанда відкликають у Москву. Боячись стати жертвою великого терору, 15 липня він за допомогою Галеаццо Чано зв'язується з американським послом в Італії, перелітає до Португалії та звідти через посольство Великої Британії в Лісабоні емігрує у Сполучені Штати Америки. Рівень співпраці італійського, британського та американського урядів у допомозі Гельфанду втекти з Європи досі залишається нез'ясованим. 14 липня Чано зробив такий запис у своєму щоденнику:
|  | Гельфанд, який багато років очолював радянське посольство, має повернутися до Москви, але він відчуває запах розстрілу. Тому він попросив допомогти йому втекти до Америки, інакше він залишить свою сім'ю. І я вірю — він залишиться. Це гостра, розумна людина, яку довгий контакт з буржуазною цивілізацією остаточно обуржуазив. У ганьбі, що насувається, в ньому знову прокинулася вся єврейська кров: вона повзуча і сповнена поклоніння. Але він хоче врятувати свою сім'ю, дочку, яку обожнює. Більше, ніж смерті для себе, він боїться депортації для них. І це дуже по-людськи, дуже красиво. Оригінальний текст (італ.) Helfand, che ha diretto per molti anni l'Amb. sovietica, dovrebbe rientrare a Mosca,ma sente odore di fucilazione. Ragion per cui ha chiesto di essere aiutato a fuggire in America, ovelascerà la famiglia. E credo - resterà anche lui. E' un uomo acuto e intelligente che il lungo contatto con laciviltà borghese ha completamente borghesizzato. Nella imminente disgrazia è tornato fuori in lui tutto ilsangue ebreo: è strisciante e pieno di inchini. Ma vuol salvare la famiglia, la figlia che adora. Più che lamorte per sé, teme la deportazione per loro. E questo è molto umano è molto bello |

До того, як покинути Італію, Гельфанд написав В'ячеславу Молотову листа, пояснюючи свої дії та передбачаючи, що зближення з Третім Рейхом призведе до падіння Радянського Союзу.
У США змінює своє прізвище на «Мур» та починає співпрацювати з американською та британською розвідками, з 1941 року надаючи інформацію для проєкту «Венона». Розкриває MI5 інформацію щодо того, як у 1930-х роках радянські спецслужби мали агентів у посольстві Британії в Римі, що дозволило СРСР мати доступ до всіх повідомлень відомства. Водночас звіт допитів від 1947 року вказує, що Гельфанд був «нечітким у деталях» та «людиною надзвичайного блиску, яку не спіймають на визнанні того, чого вона не хоче визнавати».
Спочатку подружжя Гельфандів проживало у малій квартирі без гарячої води на 113-ій вулиці в районі Морнінгсайд-Хайтс в Нью-Йорку. Першою особою, що допомогла Льву облаштуватись в новій країні стала журналістка Дороті Томпсон, що найняла його допомагати з політичними дослідженнями та написанням текстів. Згодом зрозумівши, що лише з «відмінним розумом та телефоном» можна заробляти гроші, започаткував власний бізнес. Через якийсь час подружжя переїхало на Парк-авеню 375.
29 грудня 1949 року став громадянином США. Володів компанією «Intercontinental Exchange, Inc.», яка займалась транспортуванням матеріалів, та «Tampimex Oil Products, Inc.» У 1950-х роках був радником керівника ЦРУ Аллена Даллеса. Також був знайомим з братом Аллена та держсекретарем США, Джоном Даллесом, і з американськими дипломатами Чарльзом Боленом та Ернестом Гроссом. Влітку 1952 року відвідував Європу: перебував із візитом у Франції, Італії та Великій Британії, зустрічаючись з багатьма впливовими людьми, зокрема зі заступником Форин-офісу Вільямом Стренгом, з яким Гельфанд познайомився у 1930-х роках у Москві.
У листі до Даллеса від 27 квітня 1953 року повідомляв, що проходить лікування у зв'язку з раком гортані. Помер 1957 року в Нью-Йорку.

## Особисте життя
У «Біографічному покажчику радянських розвідників», опублікованому в 1969 році, Гельфанда характеризували так: «Високий, симпатичний і ввічливий… гарний, культурний спортсмен, який чудово грав у гольф». Вільно володів французькою, італійською та англійською мовами.
В березні 1923 року познайомився з актрисою Софією Шацовою. Вони одружилися 1926 року в Парижі. Після переїзду в США, Шацова змінює ім'я на Соня Мур й після смерті Лева, відкриває школу акторської майстерності та стає однією з найвідоміших популяризаторок системи Станіславського в США. Соня Мур померла у 1995 році у віці 92 років.
У подружжя була єдина дочка Ірен, яка народилася 29 квітня 1928 року в Парижі. У США була акторкою, виконувала ролі на Бродвеї та в серіалах, згодом, як її мати, викладала акторство у Нью-Йорському університеті та в Коледжі Сари Лоуренс. Померла 24 вересня 2017 року.

## Виноски
1. ↑  У низці джерел названий як «Леон Гельфанд», деколи прізвище транслітерують як Guelfand
2. ↑  Прізвисько можливо є відсилкою на відому французьку журналістку тих часів Женев'єву Табуї(інші мови)

## Публікації
- Гельфанд, Лев Борисович. Командный состав транспорта СССР : по материалам Учетно-распределительного отдела Административного управления НКПС / сост. Л. Б. Гельфанд; под ред. [и с предисл.] Д. Ф. Сверчкова; Адм. упр. НКПС. — М.: Транспечать НКПС, 1924. — 59 с., [22] л. диагр.: табл.; 25 см.
- Дневник временного поверенного в делах СССР в Италии Л. Б. Гельфанда. 25 июля 1939 г.. Документы внешней политики СССР. Т. XXII. 1939. В 2 кн. Кн. 1. Январь-август (рос.). Т. XXII. Москва: Междунар. отношения. 1992. с. 558—559. ISBN 5-7133-0560-0.